# Borofutus
Borofutus — рід грибів родини Boletaceae. Назва вперше опублікована 2012 року.

## Класифікація
До роду Borofutus відносять 1 вид:
- Borofutus dhakanus